# کنوویتسه
کنوویتسه (به چکی: Kňovice) یک منطقهٔ مسکونی در جمهوری چک است که در ناحیه پریبرام واقع شده‌است.